# Transparenz- und Publizitätsgesetz
Das Transparenz- und Publizitätsgesetz (Langtitel: Gesetz zur weiteren Reform des Aktien- und Bilanzrechts, zu Transparenz und  Publizität, Abkürzung: TransPuG) ist ein Artikelgesetz zur Reform des Aktien- und Bilanzrechts. Es ist am 26. Juli 2002 in Kraft getreten und soll nach dem Willen des Gesetzgebers einen weiteren Schritt in Richtung auf ein modernes, europakompatibles Unternehmensrecht darstellen.
Am deutschen Unternehmensrecht, besonders am Aktien- und Bilanzrecht, wird seit geraumer Zeit bemängelt, dass die unternehmerischen Entscheidungen zu undurchschaubar seien. Darunter leide einerseits die Attraktivität Deutschlands als Ziel ausländischer Investitionen und Unternehmensbeteiligungen und andererseits stagniere die politisch gewollte Beteiligung breiterer Bevölkerungskreise am Produktivvermögen.
Ziel des Gesetzes ist es – nach einer Vielzahl spektakulärer Pannen auf der Ebene der Unternehmensführung – die Transparenz der Unternehmensführung und -überwachung zu erhöhen. Das Transparenz- und Publizitätsgesetz ändert zu diesem Zweck Regelungen des Aktiengesetzes (AktG) und erweitert die Publizitätspflichten nach dem Handelsgesetzbuch (HGB).

## Wesentliche Änderungen u. a.
- Eigenkapitalveränderungsrechnung
- Entsprechenserklärung